# Bringing Down the Moon
Bringin Down the Moon – utwór w stylu pop/soul napisany przez A. Marvel oraz M.Maye na drugi studyjny album niemieckiej wokalistki Joany Zimmer, The Voice in Me (2006). Kompozycja została wydana jako pierwszy singel promujący album 15 grudnia 2006.
Piosenka nie podbiła list przebojów jak debiutancki singel artystki. Utwór uplasował się na #44 pozycji w Szwajcarii oraz #46 w Niemczech. Kompozycja nie zajęła żadnej pozycji na austriackiej liście przebojów.

## Lista utworów i formaty singla
CD singel
1. Bringin Down the Moon (Album Version)
2. This Is My Life
3. Bringin Down the Moon (Classic Dance Mix)
4. Bringin Down the Moon (Instrumental)
5. Bringin Down the Moon (Video)

CD singel (2-Track)
1. Bringin Down the Moon (Album Version)
2. This Is My Life

## Personel
- Wokal: Joana Zimmer
- Słowa: A. Marvel, M.Maye
- Publikacja: Universal Music Publishing
- Produkcja, aranżacja: Nick Nice, Pontus Söderqvist
- Gitara: Pontus Söderqvist
- Nagranie: Diamond Room (LaCarr)
- Mix: Nick Nice, Pontus Söderqvist (Diamond Room (LaCarr))

## Pozycje na listach
| Lista przebojów (2007)        | Najwyższa pozycja |
| ----------------------------- | ----------------- |
| Niemcy (Media Control AG)     | 46                |
| Szwajcaria (Media Control AG) | 44                |